# Winterfell
"Winterfell" é o episódio de estreia da oitava temporada da série de televisão de fantasia da HBO, Game of Thrones, e o 68º em geral. Foi escrito por Dave Hill e dirigido por David Nutter. Foi exibido em 14 de abril de 2019.
O episódio gira em torno da chegada de Daenerys Targaryen e Jon Snow a Winterfell com as forças dos Imaculados e dos Dothraki, depois de Jon Snow ter prometido sua lealdade a ela. Apresenta também o reencontro de Jon com seus irmãos Stark Bran e Arya, pela primeira vez desde o segundo episódio da primeira temporada.

## Enredo

### Em Porto Real
Qyburn informa a Cersei que os Caminhantes Brancos violaram a Muralha, o que agrada a Cersei. Euron Greyjoy chega com Yara Greyjoy como sua prisioneira e com Harry Strickland, comandante da Companhia Dourada. Harry traz 20.000 soldados da Companhia Dourada, juntamente com 2.000 cavalos. No entanto, não há elefantes, para grande decepção de Cersei. Euron então usa seus feitos para convencer Cersei a iniciar seu relacionamento, e os dois fazem sexo. Euron insiste que ele vai engravidar Cersei, que parece estar visivelmente chateada quando ele sai da sala. Em uma das casas dos bordéis da capital, Qyburn visita Bronn e apresenta-lhe a besta de Joffrey. Cersei pediu a Bronn que viajasse para o norte para encontrar e assassinar Jaime e Tyrion.

### No Mar Estreito
Theon Greyjoy secretamente aborda o navio de Euron durante a noite, mata os homens do seu tio e liberta sua irmã Yara. Yara decide retomar as Ilhas de Ferro enquanto Euron está distraído em Porto Real, mas Theon decide fazer a jornada até Winterfell para lutar pelos Starks.

### Em Última Lareira
Tormund e Beric Dondarrion, tendo sobrevivido a Atalaia Leste do Mar, lideram um grupo até a fortaleza da Casa Umber, Última Lareira, que já havia sido saqueada pelos mortos. Eles encontram Edd Doloroso por lá, que havia evacuado a Patrulha da Noite de Castelo Negro. Eles encontram o corpo do jovem lorde Ned Umber, que estava tentando salvar o povo do castelo, mas agora ele estava morto e empalado na parede, cercado por um símbolo em espiral feito com membros humanos. Tormund afirma que eles devem voltar para Winterfell antes do Rei da Noite. Ned volta a vida como um zumbi e Beric o mata com sua espada flamejante.

### Em Winterfell
Daenerys Targaryen chega em Winterfell junto com Jon Snow, seus conselheiros, exércitos de Dothraki e Imaculados. Jon se reencontra com Bran e Daenerys é saudada por Sansa, o povo comum e os senhores nortenhos, embora as amabilidades sejam interrompidas quando Bran revela a Daenerys e Jon que o Rei da Noite trouxe o dragão Viserion de volta a vida e rompeu a Muralha. Sansa ordenou aos senhores nortenhos a recuar para Winterfell para resistir contra os mortos, mas no conselho, Lyanna Mormont e outros lordes mostram desprazer com o fato de Jon ter abandonado sua posição de Rei do Norte para jurar fidelidade a uma Targaryen, com Lorde Glover decidindo não mandar tropas para ajudar Winterfell. Esta tensão só aumenta quando Tyrion declara que o exército Lannister está vindo para o norte; Sansa teme que tantos exércitos juntos vão acabar com seus suprimentos, mas em privado ela insinua a Tyrion que ela não acredita que Cersei realmente mandará um exército para eles.
Arya se reencontra com Jon, Gendry (que estava trabalhando com Vidro de Dragão nas forjas de Winterfell), e Sandor Clegane. Davos sugere a Tyrion e Varys que os nortenhos só iriam se submeter após um casamento entre Jon e Daenerys. Jon e Daenerys montam nos dragões. Mais tarde, Sansa acusa Jon a dobrar o joelho a Daenerys apenas por amor.
Samwell Tarly se encontra com Daenerys, que o agradece por ter curado Jorah de sua escamagris, mas ao descobrir a identidade do rapaz ela revela que executou o pai dele, Randyll, e seu irmão, Dickon. Bran instrui um entristecido Samwell a contar para Jon sobre sua real linhagem Targaryen, uma notícia que deixa Jon estupefato.
Jaime Lannister chega em Winterfell e fica chocado ao encontrar Bran esperando por ele no pátio.

## Recepção

### Audiência
"Winterfell" foi visto por 11.76 milhões de telespectadores em sua estreia original, exibida pela HBO, e por mais 5.6 milhões de telespectadores nas plataformas de streaming, perfazendo um total de 17.4 milhões de telespectadores.

### Recepção da crítica
O episódio foi muito bem recebido pela crítica especializada. Teve um índice de aprovação de 92% no site Rotten Tomatoes, baseado em 102 resenhas, com uma nota média de 7.92 de 10. O consenso do site era que: "Apesar de não ter sangue derramado, reuniões tensas, surpresas e uma dose de humor bem-vinda ajuda "Winterfell" a preparar a batalha final neste temporada."
Entre as críticas negativas, Willa Paskin, do Slate, criticou o impulso da série, "Momentum, a ideia de que estamos indo em direção a uma conclusão que vai explicar tudo, foi tão codificada na experiência de Game of Thrones que na ausência de qualquer avanço na história, o show é [...] meio chato".